# Sphaeromias decoratus
Sphaeromias decoratus är en tvåvingeart som beskrevs av Debenham 1974. Sphaeromias decoratus ingår i släktet Sphaeromias och familjen svidknott. Inga underarter finns listade i Catalogue of Life.